# Санта-Ана-дель-Якума
Санта-Ана-дель-Якума (исп. Santa Ana del Yacuma), также Санта-Ана — город на северо-востоке Боливии. Расположен в междуречье рек Бени (на западе) и Маморе (на востоке), относящихся к бассейну реки Мадейра, в северной части увлажнённых возвышенных равнин Боливии, на Амазонской низменности, у места впадения реки Якума в реку Маморе, в 150 км к северо-западу от Тринидада. Является центром одноимённого муниципалитета в провинции Якума в департаменте Бени.
Близ города находится одноимённый аэропорт.